# Joonas Suotamo
Joonas Suotamo (prononcé en finnois : [ˈjoːnɑs ˈsuotɑmo]) est un basketteur et acteur finlandais, né le 3 octobre 1986 à Espoo.
Il joue le rôle de Chewbacca dans la troisième trilogie de Star Wars, ainsi que dans le spin-off Solo: A Star Wars Story. 

## Formation
Très jeune, Joonas Suotamo est passionné par le métier d'acteur. Il suit des études d'Arts à l'université d'État de Pennsylvanie (États-Unis) et obtient son diplôme. Persuadé que sa grande taille (2,09 mètres) est un frein à sa carrière d'acteur, il s'oriente vers les métiers de production.
Il joue de 2005 à 2008 dans l'équipe de basket-ball de l'université, les Nittany Lions de Penn State, comme ailier fort et pivot.

## Carrière
De retour en Finlande, il joue en professionnel pour le club de basket-ball de Lappeenranta de 2008 à 2010,. Il joue ensuite dans l'équipe d'Espoo de 2010 à 2015, et, durant cette période, il devient démarcheur téléphonique en assurances afin de financer sa propre société de production vidéo.
Joonas est choisi en 2014 pour interpréter le rôle de Chewbacca dans Star Wars, épisode VII : Le Réveil de la Force. Il y partage le rôle avec Peter Mayhew, l'acteur historique du personnage, souffrant des genoux et opéré en 2013.
Il est invité au 21e salon Paris Manga & Sci-Fi Show et, bien qu'aucune information officielle n'ait été donnée quant à son retour dans d'autres films de la saga, le site Syfantasy.fr affirme qu'il reprendra son rôle dans les épisodes VIII et IX. De son côté, le magazine Be le qualifie de « nouveau Chewbacca ». Enfin, dans son article du Washington Post, Matt Bonesteel affirme qu'« il n'est pas imprudent de dire que sa carrière de basketteur est terminée ».
Lorsqu'on lui demande s'il reprendra le rôle dans l'épisode VIII, il se contente de répondre que « les choses resteront les mêmes », avant d'ajouter « je ne prévois pas de reprendre la vente d'assurances ». En 2016, il est remarqué sur le tournage de l'épisode VIII en Irlande.
En février 2017, il est officiellement annoncé qu'il reprend le rôle à la suite de Peter Mayhew et qu'il sera au casting de l'épisode VIII et du film consacré au passé de Han Solo,.
En 2024, il interprète un autre Wookiee, le Jedi Kelnacca, pour les besoins de la série télévisée The Acolyte.

## Clubs sportifs
- 2005-2008 :  Université d'État de Pennsylvanie
- 2008-2010 :  Lappeenranta
- 2010-2015 :  Espoo

## Filmographie

### Cinéma
- 2015 : Star Wars, épisode VII : Le Réveil de la Force de J. J. Abrams : Chewbacca
- 2017 : Star Wars, épisode VIII : Les Derniers Jedi de Rian Johnson : Chewbacca
- 2018 : Solo: A Star Wars Story de Ron Howard : Chewbacca
- 2019 : Star Wars, épisode IX : L'Ascension de Skywalker de J. J. Abrams : Chewbacca

### Télévision
- 2024 : The Acolyte de Leslye Headland : Kelnacca
- 2025 : Mercredi (saison 2) de Tim Burton : Max (VO : Lurch), le chauffeur des Addams